# Hanumannagar Kankalani
Hanumannagar Kankalani (Nepali हनुमाननगर कङ्‌कालिनी) ist eine Stadt (Munizipalität) im östlichen Terai Nepals im Distrikt Saptari.

## Geschichte
Die Stadt entstand im September 2015 durch Zusammenlegung der Village Development Committees Gobargada, Hanuman Nagar, Inarwa, Joginiya-1 und Joginiya-2. Nach ihrer  Gründung trug die Stadt den Namen Hanumannagar Yoginimai.
Im Zuge der Neustrukturierung der lokalen Ebene und der Schaffung der Gaunpalikas (Landgemeinden) durch Zusammenlegung und Abschaffung der Village Development Committees am 10. März 2017 wurden die VDCs Bhardaha, Paurataha, Madhuwapur und Rampur Malhaniya eingemeindet und die Stadt umbenannt.

## Geographie
Hanumannagar Yoginimai liegt westlich des Koshi-Flusses unterhalb des Koshi-Staudamms. Die Stadtverwaltung befindet sich in Hanumannagar Bazar. Das Stadtgebiet umfasste zum Zeitpunkt ihrer Gründung 68,1 km², nach den Eingemeindungen von 2017 118,19 km².

## Einwohner
Bei der Volkszählung 2011 hatten die VDCs, aus welchen die Stadt Hanumannagar Yoginimai entstand, 20.915 Einwohner. Durch die Eingemeindungen im Jahr 2017 wuchs die Einwohnerzahl auf 45.734 Einwohner.